# Rob Jost
Rob Jost (1980) is een Amerikaanse jazzmuzikant (contrabas, e-bas, ukelele, hoorn).

## Biografie
Jost werkte vanaf de jaren 2000 in het muziekcircuit van New York o.a. met Björk (Volta, 2007), Imogen Heap, Jesse Harris en speelde ook in de reggae-ska-band Skavoovie and the Epitones, in de Saturday Night Live Band en in de Sesame Street Band. Op het gebied van jazz speelde hij o.a. met Michael Blake (The World Awakes, 2006), Kevin Hays (New Day), Joe Fiedler en Elizabeth Dotson-Westphalen, als hoornist met Jamie Leonhart en Leah Paul. Hij speelt in het trio van Tony Scherr (met Anton Fier). Hij bood zich ook aan om les te geven in Franse hoorn in jeugdkampen in Haïti en was als muzikant betrokken bij verschillende filmmuziek.
- Bibliothèque nationale de France: cb14602209w (data)
- International Standard Name Identifier: 0000 0000 0089 1334
- Système universitaire de documentation: 084291257
- Virtual International Authority File: 34706844